# Amtsgericht Recklinghausen

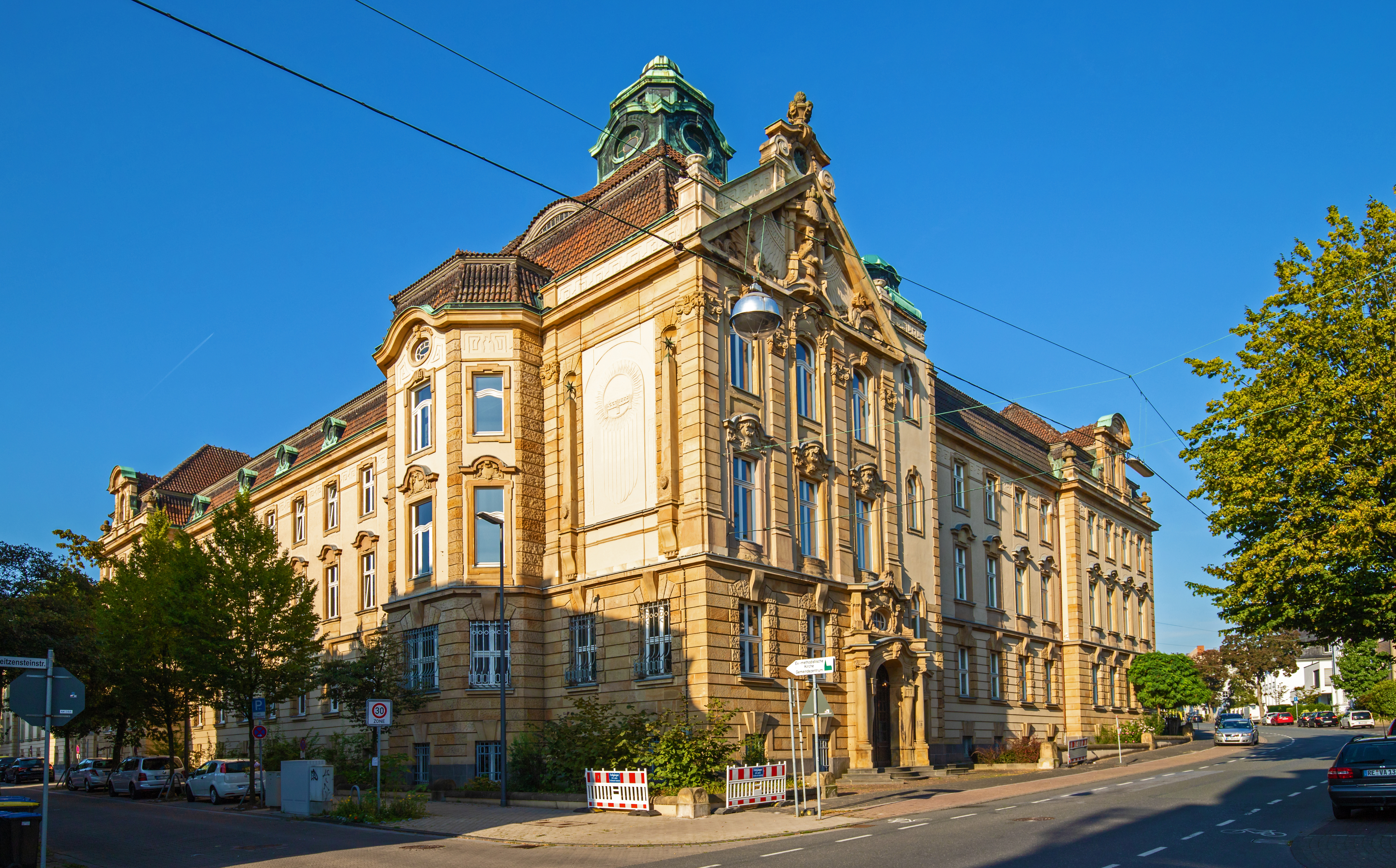
Amtsgericht (2016)

Recklinghausen ist Sitz des Amtsgerichtes Recklinghausen, das für die Städte Datteln, Herten, Oer-Erkenschwick, Recklinghausen und Waltrop im Kreis Recklinghausen zuständig ist. In dem 256 km² großen Gerichtsbezirk leben rund 281.000 Menschen. Das Amtsgericht befindet sich in den Räumen des Gebäudekomplexes Reitzensteinstraße 17–21 bestehend aus einem 1907 errichteten Altbau im Neobarock und einem Neubau der Nachkriegsmoderne.

## Übergeordnete Gerichte
Das dem Amtsgericht Recklinghausen übergeordnete Landgericht ist das Landgericht Bochum, das wiederum dem Oberlandesgericht Hamm untersteht.

## Weitere Zuständigkeiten
Das Amtsgericht Recklinghausen ist für die Landwirtschaftssachen der Amtsgerichtsbezirke Bochum, Castrop-Rauxel, Herne, Herne-Wanne und Recklinghausen zuständig. Dem Amtsgericht Recklinghausen ist die Führung des Berggrundbuches für das gesamte Land Nordrhein-Westfalen übertragen. Beim Amtsgericht Recklinghausen sind auswärtige Strafkammern des Landgerichtes Bochum gebildet.

## Geschichte
In Recklinghausen bestand von 1849 bis 1851 das Kreisgericht Recklinghausen. Dieses wurde 1851 nach Dorsten verlegt und bildete dort das Kreisgericht Dorsten. In Recklinghausen verblieb eine Gerichtsdeputation des Kreisgerichtes Dorsten. Im Rahmen der Reichsjustizgesetze wurden 1879 reichsweit einheitlich Oberlandes-, Land- und Amtsgerichte gebildet. Das königlich preußische Amtsgericht Recklinghausen wurde mit Wirkung zum 1. Oktober 1879 als eines von 22 Amtsgerichten im Bezirk des Landgerichtes Münster im Bezirk des Oberlandesgericht Hamm gebildet. Der Sitz des Gerichtes war die Stadt Recklinghausen. Sein Gerichtsbezirk umfasste den Kreis Recklinghausen außer den Teilen, die den Amtsgerichten Bottrop, Buer und Dorsten zugeordnet waren. Am Gericht bestanden 1880 zwei Richterstellen. Das Amtsgericht war damit ein mittelgroßes Amtsgericht im Landgerichtsbezirk. Durch Gesetz vom 3. April 1888 wurde das Amtsgericht Recklinghausen dem Landgericht Bochum zugeordnet.

## Richter
- Drecker (1879–1886)
- Aulicke (1879–1892)
- Elsing (1886–1892)
- Dinslage (1892–1896)[5]